# سابیسکی (مینه‌سوتا)
سابیسکی، مینه‌سوتا (به انگلیسی: Sobieski, Minnesota) یک شهر در ایالات متحده آمریکا است که در شهرستان موریسون، مینه‌سوتا واقع شده‌است.

## خصوصیات
سابیسکی ۱۰٫۸۰ کیلومترمربع مساحت و ۱۹۵ نفر جمعیت دارد و ۳۴۶ متر بالاتر از سطح دریا واقع شده‌است.